# Denver (Indiana)
Denver è un comune degli Stati Uniti d'America, situato nello Stato dell'Indiana, nella contea di Miami.